# Behaving Badly
Behaving Blady é um filme americano de comédia lançado em 2014, foi escrito e dirigido por Tim Garrick, que é uma adaptação cinematográfica do romance autobiográfico de Ric Browde, intitulado While I'm Dead Feed the Dog. O filme é estrelado por Nat Wolff, ao lado de lado de Lachlan Buchanan, Mary-Louise Parker, Elisabeth Shue e Selena Gomez. Ele foi lançado em vídeo sob demanda em 1 de julho de 2014, antes de seu lançamento em 1 de agosto de 2014.

## Sinopse
O adolescente de 18 anos Rick Stevens (Nat Wolff) é apaixonado pela colega de classe Nina Pennington (Selena Gomez), a garota mais bela, fofa e inteligente do colégio. Tanta paixão faz Rick ter constantes fantasias com a religiosa Nina usando roupas sensuais e declarando seu amor a ele. O único problema de Rick é que ele ainda é virgem, mas ao descobrir que Nina terminou com seu namorado possessivo, Rick faz uma aposta com o filho de um mafioso: ele conseguirá ficar com Nina até o Dia da Árvore, valendo $1.000,00 reais. Ele teria duas semanas para conquistar Nina, contando com a ajuda do melhor amigo Billy e os conselhos de uma misteriosa fada amarela que aparece para conversar com ele. Mas nesse processo acontecem imprevistos desastrosos. Agora ele tem que lidar com sua mãe alcoólatra e suicida (Mary-Louise Parker), seu pai vagabundo (Cary Elwes), o ex-namorado da Nina (Austin Stowell), a sedutora e tarada mãe de seu melhor amigo (Elisabeth Shue), o diretor pervertido (Patrick Warburton), uma advogada (Heather Graham) e a polícia local. Tantas confusões resultam na prisão de quase todos os moradores da cidade, incluído Nina.

## Elenco
- Selena Gomez como Nina Pennington
- Nat Wolff como Rick Steves
- Mary-Louise Parker como Lucy Stevens / Santa Lola
- Elisabeth Shue como Pamela Bender
- Dylan McDermott como Jimmy Leach
- Lachlan Buchanan como Billy Bender
- Heather Graham como Anette Stratton-Osborne
- Ashley Rickards como Kristen Stevens
- Jason Lee como Pai Krumins
- Austin Stowell como Kevin Carpenter
- Cary Elwes coml Joseph Stevens
- Patrick Warburton como Diretor Basil Poole
- Gary Busey como Chefe Howard D. Lansing
- Jason Acuña como Brian Savage
- Rusty Joiner como Keith Bender
- Nate Hartley como Karlis Malinauskas
- Mitch Hewer como Steven Stevens
- Scott Evans como Ronnie Watt
- Gil McKinney como Oficial Joe Tackett
- Mindy Robinson como amiga de Kristen's
- Justin Bieber como Jovem preso

## Recepção
O filme recebeu uma taxa "podre" de aprovação de 0% no Rotten Tomatoes, após 12 avaliações, e uma pontuação de 18/100 no Metacritic sugerindo "aversão avassaladora". Apesar disso alguns críticos foram menos mordaz em relação ao desempenho de Gomez.